# Oreškovica
Oreškovica (cyr. Орешковица) – wieś w Serbii, w okręgu braniczewskim, w gminie Petrovac na Mlavi. W 2011 roku liczyła 771 mieszkańców.